# Wierre-Effroy
Wierre-Effroy is een gemeente in het Franse departement Pas-de-Calais (regio Hauts-de-France) en telt 747 inwoners (1999). De plaats maakt deel uit van het arrondissement Boulogne-sur-Mer.
Jean-Marie Gantois, de belangrijkste figuur van de 20ste-eeuwse Vlaamse Beweging in Frans-Vlaanderen, propageerde het gebruikt van Heimfriedswilder als Nederlandse "vertaling" van Wierre-Effroy. Dit is echter geen historische naam en is nooit echt in gebruik geweest.

## Geografie
De oppervlakte van Wierre-Effroy bedraagt 19,1 km², de bevolkingsdichtheid is 39,1 inwoners per km².
De onderstaande kaart toont de ligging van Wierre-Effroy met de belangrijkste infrastructuur en aangrenzende gemeenten.

## Demografie
Onderstaande figuur toont het verloop van het inwonertal (bron: INSEE-tellingen).